# Francesco Calzona
Francesco Calzona (Vibo Valentia, Italia, 24 de octubre de 1968) es un exjugador y entrenador de fútbol italiano. Actualmente dirige a la selección de Eslovaquia.

## Carrera como jugador
Calzona tuvo una carrera muy corta como jugador, apareciendo tres veces con Arezzo en la división Serie B, y también haciendo una única aparición en la Copa Italia.

## Carrera como entrenador
Calzona trabajó como entrenador aficionado y distribuidor de café durante la década de 1990; durante el transcurso de la temporada 1999-2000, mientras estaba a cargo de los aficionados toscanos Tegoleto, optó por renunciar y en su lugar sugirió contratar al prometedor entrenador amateur Maurizio Sarri como su reemplazo. Desde entonces, pasó a formar parte del cuerpo técnico de Sarri, siendo su principal ayudante en todas sus funciones directivas hasta el año 2018, donde terminó su etapa en el Napoli.
En 2020, se unió al cuerpo técnico de Eusebio Di Francesco en Cagliari, y luego regresó a Napoli al año siguiente para trabajar junto al nuevo entrenador Luciano Spalletti.

### Selección de Eslovaquia
El 30 de agosto de 2022, Calzona fue contratado como nuevo entrenador de la selección de Eslovaquia. Después de Pavel Hapal, Calzona se convirtió en el segundo seleccionador no nativo del país y el primero de origen no checoslovaco.El 16 de noviembre de 2023, tras una victoria por 4-2 contra Islandia, obtuvo la clasificación para la Eurocopa 2024.En dicha competencia, alcanzó los octavos de final donde fue eliminado por Inglaterra luego de caer 2-1 en la prórroga.

### SSC Napoli
El 19 de febrero de 2024, fue anunciado como entrenador del SSC Napoli hasta el final de la temporada, reemplazando a Walter Mazzarri. De igual manera, siguió trabajando como seleccionador de Eslovaquia durante el resto de la temporada 2023-24. Completó la campaña de forma mediocre, terminando en el décimo lugar y perdiendo la clasificación europea, en el peor desempeño en la Serie A para un campeón nacional en ejercicio.

## Clubes

### Como jugador
| Club   | País   | Año       |
| ------ | ------ | --------- |
| Arezzo | Italia | 1986-1987 |

### Como entrenador
| Club                    | País       | Año           |
| ----------------------- | ---------- | ------------- |
| Selección de Eslovaquia | Eslovaquia | 2022-presente |
| SSC Napoli              | Italia     | 2024          |

## Estadísticas como entrenador

#### Clubes
| Equipo              | Div.         | Temporada    | Liga  | Liga | Liga | Liga | Liga |       | Copa | Copa | Copa | Copa  |   | Internacional | Internacional | Internacional | Internacional | Internacional |   | Otros | Otros | Otros | Otros |   | Totales     | Totales | Totales | Totales | Totales | Totales | Totales | Totales |
| Equipo              | Div.         | Temporada    | Part. | G    | E    | P    | Pos. | Part. | G    | E    | P    | Part. | G | E             | P             | Pos.          | Part.         | G             | E | P     | Part. | G     | E     | P | Rendimiento | GF      | GC      | Dif.    |         |         |         |         |
| ------------------- | ------------ | ------------ | ----- | ---- | ---- | ---- | ---- | ----- | ---- | ---- | ---- | ----- | - | ------------- | ------------- | ------------- | ------------- | ------------- | - | ----- | ----- | ----- | ----- | - | ----------- | ------- | ------- | ------- | ------- | ------- | ------- | ------- |
| SSC Napoli · Italia | 1.ª          | 2023-24      | 14    | 3    | 8    | 3    | 10.º | -     | -    | -    | -    | 2     | 0 | 1             | 1             | 1/8           | -             | -             | - | -     | 16    | 3     | 9     | 4 | 37.5%       | 24      | 24      | +0      |         |         |         |         |
| SSC Napoli · Italia | Total clubes | Total clubes | 14    | 3    | 8    | 3    | -    | -     | -    | -    | -    | 2     | 0 | 1             | 1             | -             | -             | -             | - | -     | 16    | 3     | 9     | 4 | 37.5%       | 24      | 24      | +0      |         |         |         |         |
| 1.                  |              |              |       |      |      |      |      |       |      |      |      |       |   |               |               |               |               |               |   |       |       |       |       |   |             |         |         |         |         |         |         |         |

#### Selección
| Selección           | Período             |       | Liga de Naciones | Liga de Naciones | Liga de Naciones | Liga de Naciones | Liga de Naciones |   | Clasificatorias Mundial y Eurocopa | Clasificatorias Mundial y Eurocopa | Clasificatorias Mundial y Eurocopa | Clasificatorias Mundial y Eurocopa |   | Mundial Eurocopa | Mundial Eurocopa | Mundial Eurocopa | Mundial Eurocopa | Mundial Eurocopa |   | Amistosos | Amistosos | Amistosos | Amistosos |             | Totales | Totales | Totales | Totales | Totales | Totales | Totales | Totales |
| Selección           | Período             | Part. | G                | E                | P                | Pos.             | Part.            | G | E                                  | P                                  | Part.                              | G                                  | E | P                | Pos.             | Part.            | G                | E                | P | Part.     | G         | E         | P         | Rendimiento | GF      | GC      | Dif.    |         |         |         |         |         |
| ------------------- | ------------------- | ----- | ---------------- | ---------------- | ---------------- | ---------------- | ---------------- | - | ---------------------------------- | ---------------------------------- | ---------------------------------- | ---------------------------------- | - | ---------------- | ---------------- | ---------------- | ---------------- | ---------------- | - | --------- | --------- | --------- | --------- | ----------- | ------- | ------- | ------- | ------- | ------- | ------- | ------- | ------- |
| Eslovaquia          | 2022-23             | 2     | 0                | 1                | 1                | FG               | 4                | 3 | 1                                  | 0                                  | -                                  | -                                  | - | -                | -                | 2                | 0                | 2                | 0 | 8         | 3         | 4         | 1         | 54.17%      | 9       | 6       | +3      |         |         |         |         |         |
| Eslovaquia          | 2023-24             | -     | -                | -                | -                | -                | 6                | 4 | 0                                  | 2                                  | 4                                  | 1                                  | 1 | 2                | 1/8              | 4                | 2                | 1                | 1 | 14        | 7         | 2         | 5         | 54.76%      | 25      | 15      | +10     |         |         |         |         |         |
| Eslovaquia          | 2024-25             | 8     | 4                | 2                | 2                | D                | 0                | 0 | 0                                  | 0                                  | -                                  | -                                  | - | -                | -                | 2                | 0                | 0                | 2 | 10        | 4         | 2         | 4         | 46.67%      | 11      | 11      | +0      |         |         |         |         |         |
| Eslovaquia          | 2025-26             | -     | -                | -                | -                | -                | 0                | 0 | 0                                  | 0                                  | -                                  | -                                  | - | -                | -                | 0                | 0                | 0                | 0 | 0         | 0         | 0         | 0         | 0%          | 0       | 0       | +0      |         |         |         |         |         |
| Total selección     | Total selección     | 10    | 4                | 3                | 3                | -                | 10               | 7 | 1                                  | 2                                  | 4                                  | 1                                  | 1 | 2                | -                | 8                | 2                | 3                | 3 | 32        | 14        | 8         | 10        | 52.08%      | 45      | 32      | +13     |         |         |         |         |         |
| Total en su carrera | Total en su carrera | 24    | 7                | 11               | 6                | -                | 10               | 7 | 1                                  | 2                                  | 6                                  | 1                                  | 2 | 3                | -                | 8                | 2                | 3                | 3 | 48        | 17        | 17        | 14        | 47.23%      | 69      | 56      | +13     |         |         |         |         |         |
| 1.                  |                     |       |                  |                  |                  |                  |                  |   |                                    |                                    |                                    |                                    |   |                  |                  |                  |                  |                  |   |           |           |           |           |             |         |         |         |         |         |         |         |         |

### Resumen por competencias
| Competición                  | Partidos | Ganados | Empatados | Perdidos | %      |
| Clubes                       | Clubes   | Clubes  | Clubes    | Clubes   | Clubes |
| ---------------------------- | -------- | ------- | --------- | -------- | ------ |
| Serie A                      | 14       | 3       | 8         | 3        | 40.48% |
| Liga de Campeones de la UEFA | 2        | 0       | 1         | 1        | 16.67% |
| Total clubes                 | 16       | 3       | 9         | 4        | 37.5%  |
| Selección                    |          |         |           |          |        |
| Liga de Naciones             | 10       | 4       | 3         | 3        | 50%    |
| Clasificatorias Eurocopa     | 10       | 7       | 1         | 2        | 73.33% |
| Eurocopa                     | 4        | 1       | 1         | 2        | 33.33% |
| Amistosos                    | 8        | 2       | 3         | 3        | 37.5%  |
| Total selección              | 32       | 14      | 8         | 10       | 52.08% |
| Total en su carrera          | 48       | 17      | 17        | 14       | 47.23% |